# Неуцтво (Доктор Хаус)
«Неуцтво» (англ. Clueless)  — п'ятнадцята серія другого сезону американського телесеріалу «Доктор Хаус». Прем'єра епізоду проходила на каналі FOX 28 березня 2006. Доктор Хаус і його команда мають врятувати чоловіка, якого труїла його дружина.

## Сюжет
Під час шлюбних ігор чоловік Марії, Боб, починає задихатися. Хаус припускає, що у чоловіка можуть бути проблеми не з горлом, а з легенями, тому дає розпорядження зробити аналіз крові, КТ і плетизмографію. Плетизмограф виявив зменшення легенів, а КТ рубці, отже проблема саме в них. Форман вважає, що у Боба звичайний легеневий фіброз, але Хаус спростовує цю думку. Невдовзі у пацієнта з'являється сверблячка на грудях. Хаус припускає токсикоз важкими металами. Форман перевіряє будинок, Кемерон - кров, а Чейз - готель, де подружжя працювало останній місяць. В будинку Форман знаходить мурах, але Хаус все одно вважає, що Боб отруївся важким металом. Чоловіку роблять ще декілька тестів, а під час одного з них у нього починається сильний біль у ногах. Згодом він знову починає задихатись.
У сечі виявляються білки та ретроциди, тобто відмова нирок. Форман впевнений, що у Боба вовчак. Через те, що у Хауса немає достатньо доказів отруєння важкими металами, Форман починає лікування. Хаус здогадується, що у хворобі пацієнта винна його дружина. Він просить Кемерон обшукати її, проте вона відмовляє і Хаус сам обшукує жінку. Нічого підозрілого він не знаходить, тому просить Кадді на дозвіл оглянути її статевий орган. Кадді відмовляє. Через деякий час у Боба трапляється інсульт. Хаус переконує команду дати чоловіку ліки від вірусної інфекції, якої, можливо, у нього немає. Після сварки інших пацієнтів, Хаус розуміє, що Марія труїла Боба золотом. Команда робить тест, який виявляється позитивним. Згодом Марія зізнається, що обприскувала пластівці золотом. Боба починають лікувати, а Марію забирають до поліцейського відділу.